# Perkins Brothers
Perkins Brothers, ook bekend als Perkins was een warenhuis in Corpus Christi in Texas. Het warenhuis was na Lichtenstein's het grootste in de stad.

## Geschiedenis
Perkins Brothers maakte deel uit van een winkelketen die in Noord-Texas was opgericht door Sam B. Perkins en zijn broer J.J. Perkins. De plaatselijke winkel werd gerund door zijn zoon, Willard Perkins. Het warenhuis Perkins Brothers werd gebouwd op de zuidwesthoek van Leopard Street en Carancahua Street. Het opende in oktober 1929, rond de tijd dat de beurs crashte. Volgens een krant uit die tijd zou de Perkins-winkel gebouwd zijn voor een bedrag van $ 150.000. Het was een van de modernste gebouwen in de stad, ontworpen door de architect Wyatt Hedrick uit Fort Worth. Een opvallend kenmerk van de winkel was de terrazzovloer.
In 1955 werd het warenhuis overgenomen door Lichtenstein's.
In 1968 sloot Lichtenstein's de Perkins Brothers-winkel, en werd het gebouw afgebroken om plaats te maken voor een parkeergarage van de bank.